# Arch Build System
Arch Build System (též ABS) je v informatice název pro balíčkovací systém pro linuxovou distribuci Arch Linux. ABS je podobný balíčkovacímu systému unixových BSD systémů (tzv. portů). Umožňuje ze zdrojových kódů vytvářet balíčky, které je možné snadno instalovat (s příponami .pkg.tar.gz nebo .pkg.tar.xz). Hotové balíčky je možné seskupovat do repozitářů a snadno je tak zpřístupnit veřejnosti.

## Koncept ABS
Systém ABS je tvořen systémem adresářů (ABS strom) uloženým v adresáři /var/abs. Strom obsahuje v jednotlivých kategoriích mnoho podadresářů, které jsou pojmenovány podle názvů jednotlivých balíčků. Jednotlivé adresáře s názvem balíčku lze samy o sobě nazývat ABS stromem, ale vhodnějším označením je „port“. Tyto adresáře neobsahují vlastní balíčku softwaru, ani jeho zdrojové kódy, ale soubory PKGBUILD a případně další konfigurační soubory. Soubory PKGBUILD jsou jednoduché shellové skripty pro bash, tj. textové soubory obsahující sekvenci příkazů, které definují postup kompilace a vytvoření balíčku společně s URL adresou příslušných zdrojových kódů (soubory PKBUILD jsou nejdůležitějšími soubory v ABS stromu). Nyní můžete použitím příkazu MAKEPKG software zkompilovat a vytvořit balíček. S použitím balíčkovacího Pacman systému Arch Linuxu můžete balíček nainstalovat nebo aktualizovat.
Jelikož je ABS založen na několika různých komponentách, používá se někdy jako zastřešující název pro všechny tyto komponenty. Patří mezi ně:
ABS stromVýše zmiňovaná struktura adresářů, obsahující jednotlivé PKGBUILD skripty. Struktura se vytvoří po instalaci balíčku abs a provedení příslušného skriptu abs.
Soubory PKGBUILDJednotlivé skripty s instrukcemi pro vytvoření balíčků a adresami zdrojových kódů.
makepgNástroj příkazové řádky, který umí zpracovat skripty PKGBUILD. Při použití automaticky stáhne a zkompiluje zdrojové kódy a vytvoří .pkg.tar.gz nebo .pkg.tar.xz balíček.
pacmanPacman je nástroj zcela nezávislý na ABS, ale používá ho nástroj makepg nebo ho lze použít i samostatně pro práci s balíčky.

## Instalace a vytvoření stromu
Systém je třeba před použitím běžným způsobem nainstalovat. Instalaci provedete příkazem:
```
pacman -S abs
```

Spolu s ABS se nainstalují také závislé balíčky. Pokud nemáte nainstalovány nástroje pro kompilaci, bude potřeba provést také instalaci skupiny balíčků base-devel. Tu provedete následovně:
```
pacman -S base-devel
```

Jako root otevřete soubor /etc/abs.conf a úpravou povolte požadované repozitáře. Nyní můžete vytvořit ABS strom provedením příkazu
```
abs
```

Váš ABS strom je nyní vytvořen v adresáři /var/abs a vypadá zhruba následovně:
```
| -- core/
|     || -- base/
|     ||     || -- acl/
|     ||     ||     || -- PKGBUILD
|     ||     || -- attr/
|     ||     ||     || -- PKGBUILD
|     ||     || -- ...
|     || -- devel/
|     ||     || -- abs/
|     ||     ||     || -- PKGBUILD
|     ||     || -- autoconf/
|     ||     ||     || -- PKGBUILD
|     ||     || -- ...
|     || -- ...
| -- extra/
|     || -- daemons/
|     ||     || -- acpid/
|     ||     ||     || -- PKGBUILD
|     ||     ||     || -- ...
|     ||     || -- apache/
|     ||     ||     || -- ...
|     ||     || -- ...
|     || -- ...
| -- community/
|     || -- ...
```